# Elyces
Elyces es un género de insecto coleóptero de la familia Chrysomelidae.

## Especies
Las especies de este género son:
- Elyces georgia (Bechyne, 1956)
- Elyces nigripennis Jacoby, 1888
- Elyces nigromaculatus Jacoby, 1888
- Elyces obscurovittatus Jacoby, 1888
- Elyces quadrimaculatus Jacoby, 1888
- Elyces rosenbergi Bowditch, 1923
- Elyces subglabrata (Jacoby, 1887)